# Артиљеријска бригада Прве пролетерске дивизије НОВЈ
Артиљеријска бригада Прве пролетерске дивизије, формирана је 21. новембра 1944. Имала је 4 дивизиона:
- Први (противтенковски) дивизион имао је 3 батерије са укупно 12 топова 45 мм,
- Други (пољски) дивизион имао је такође 3 батерије са укупно 12 топова 76 мм,
- Трећи (минобацачки) дивизион имао је 3 батерије тешких минобацача 120 мм, укупно 12 оруђа
- Четврти (тешки) дивизион имао је 3 батерије са укупно 8 пољских топова 76 мм и 4 хаубице 122 мм.

Бригада је после формирања борила у саставу Прве пролетерске дивизије на Сремском фронта. Учествовала је у свим борбама дивизије, међу којима су пробоју Сремског фронта, борби за Плетерницу и даље у завршним операцијама ЈА. Одликована је Орденом заслуга за народ са златном звездом.